# Waslala
Waslala là một khu tự quản thuộc tỉnh Región Autónoma del Atlántico Norte, Nicaragua. Khu tự quản Waslala có diện tích 1330 ki lô mét vuông. Đến thời điểm năm 2005, huyện Waslala có dân số 49339 người.